# Капо Аралди (Мантова)
Капо Аралди је насеље у Италији у округу Мантова, региону Ломбардија.
Према процени из 2011. у насељу је живело 28 становника. Насеље се налази на надморској висини од 11 м.